# Гальперн, Давид Юделевич
Давид Юделевич Гальперн (1912—1977) — советский учёный, специалист в области геометрической, вычислительной и физической оптики. Являлся одним из инициаторов использования электронных вычислительных машин для расчета оптических систем. Доктор технических наук (1961), профессор (1965). Лауреат Государственной премии СССР (1968).

## Биография
Давид Гальперн родился 1 февраля 1912 года в Петербурге в семье провизора Гальперна Юлия Григорьевича (1872—1918). После окончания в 1927 году  средней школы работал на строительстве и на фабрике «Стандарт». В 1930 году поступил и в 1936 окончил Ленинградский институт точной механики и оптики (ЛИТМО). Одновременно с учёбой работал конструктором в  Государственном оптическом институте (ГОИ).  С 1937 по 1940 — аспирант ЛИТМО. В 1941 году защитил кандидатскую диссертацию на тему «Физическая теория образования изображения несамосветящихся предметов в микроскопе». Сразу после защиты в июне 1941 года добровольцем ушёл на фронт. В звании младшего лейтенанта командиром взвода 4-й артдивизии народного ополчения участвовал в боях в районе Нарвы, Кингисеппа и Котлы, а после ранения в 313-м артиллерийском полку 115-й стрелковой дивизии в районе Невской Дубровки. После второго тяжёлого ранения в 1942 году демобилизован. Награждён орденом Отечественной войны II степени. 
В октябре 1942 года  Гальперн Д. Ю. вернулся на работу в оптико-вычислительный отдел ГОИ, возглавляемый членом-корреспондентом АН СССР А. И. Тудоровским. Здесь он прошёл трудовой путь от старшего инженера-конструктора  до начальника  отдела вычислительной оптики (с 1961 по 1977 год) и консультанта. В 1961 году защитил докторскую диссертацию, посвящённую геометрической оптике кристаллических сред и теории аберраций пятого и более высоких порядков. Под его руководством в ГОИ велись исследования в области геометрической оптики и методам расчёта (в том числе автоматизированным) оптических систем, по теории и конструированию оптических приборов. 
Д. Ю. Гальперн был руководителем и непосредственным участником разработки методов расчёта широкоугольных окуляров и телескопических систем, благодаря чему удалось увеличить поле зрения выпускаемых промышленностью зрительных труб в 1,5-2 раза, первых советских объективов, использовавшихся для широковещательного цветного телевидения, а также оптических систем в приборах ночного видения. Автор основополагающих работ по вопросам дифракционной оптики, качества изображения оптических приборов, в том числе для космических исследований и астроориентации. 
За достижения в области оптического приборостроения удостоен в 1968 году Государственной премии.
С 1936 по 1941 год читал читал курс лекций и вёл практические занятия по теории оптических приборов в Ленинградском институте точной механики и оптики. С 1949 по 1953 год преподавал светотехнику и оптику в Ленинградском институте киноинженеров, входил в состав редакционных коллегий журналов «Оптико-механическая промышленность» и «Оптика и спектроскопия», был председателем секции оптики для телевидения Международного совета по телевидению и кинематографии.
В числе учеников Д. Ю. Гальперна два доктора и около десяти кандидатов наук.
Скончался 5 мая 1977 года в Ленинграде.

## Награды и премии
•	Орден Отечественной войны 2-й степени (1943)
•	Орден «Знак Почёта» (1961)
•	Орден Трудового Красного Знамени (1976)
•	Медаль «За оборону Ленинграда» (1943)
•	Медаль «За доблестный труд в Великой Отечественной войне 1941-1945 гг.»
•	Медаль «За победу над Германией в Великой Отечественной войне 1941—1945 гг.»
•	Медаль «За трудовую доблесть» (1943)
•	Государственная премия СССР (1968)